# Nela Lopušanová
Nela Lopušanová (* 26. února 2008 Žilina) je slovenská lední hokejistka a hokejbalistka. Hraje na pravém křídle.
Bruslit začala ve dvou letech a od čtyř let se věnovala hokeji v klubu MsHKM Žilina. Ve třinácti letech nastoupila za chlapecký tým MHK Dolný Kubín a ve stejné sezóně začala hrát za Žilinu slovenskou nejvyšší soutěž žen. V utkání proti Ice Dream Košice 26. února 2023 vytvořila rekord extraligy, když v jednom utkání vstřelila deset branek a na devět nahrála.
Ještě před patnáctými narozeninami reprezentovala Slovensko na Mistrovství světa v ledním hokeji žen do 18 let 2023 ve Švédsku, kde její tým obsadil šesté místo. Lopušanová vyhrála s devíti brankami a třemi asistencemi kanadské bodování a byla zvolena nejužitečnější hráčkou šampionátu. Stala se zde také první ženou, která na vrcholném turnaji dokázala skórovat díky fintě zvané michigan, kdy nabrala puk naplocho na čepel hokejky a zasunula do branky. Díky svým výkonům se stala v době mistrovství nejhledanějším hokejistou na databázi Eliteprospects a kanadský hokejový expert Craig Button navrhl její pozvání do dovednostní soutěže na NHL All-Star Game. Zúčastnila se rovněž Evropského olympijského festivalu mládeže v Rakousku, kde slovenský tým získal stříbrné medaile. V únoru 2023 poprvé nastoupila za slovenskou reprezentaci dospělých a při svém debutu vstřelila hattrick. Poté oznámila, že po dokončení základní školy začne studovat na Bishop Kearney High School v USA, aby se mohla připravovat se školním hokejovým družstvem.
V roce 2022 nastoupila na seniorském Mistrovství světa v hokejbalu, kde vybojovala se slovenskou reprezentací třetí místo a byla zařazena do all star týmu.
Její starší bratr Šimon Lopušan hraje hokej za tým Vlci Žilina.